# IS系列坦克
IS系列重型戰車是苏联於第二次世界大戰期間开始發展的一系列重型戰車，得名自蘇聯領導人约瑟夫·斯大林的姓名字首縮寫；德軍方面稱之為「JS」，而俄文則写作；其出现主要是為了应对战场前线纳粹德軍的虎式坦克與豹式坦克所造成的严重威胁。

## 衍生型号

### IS-1（237工程）

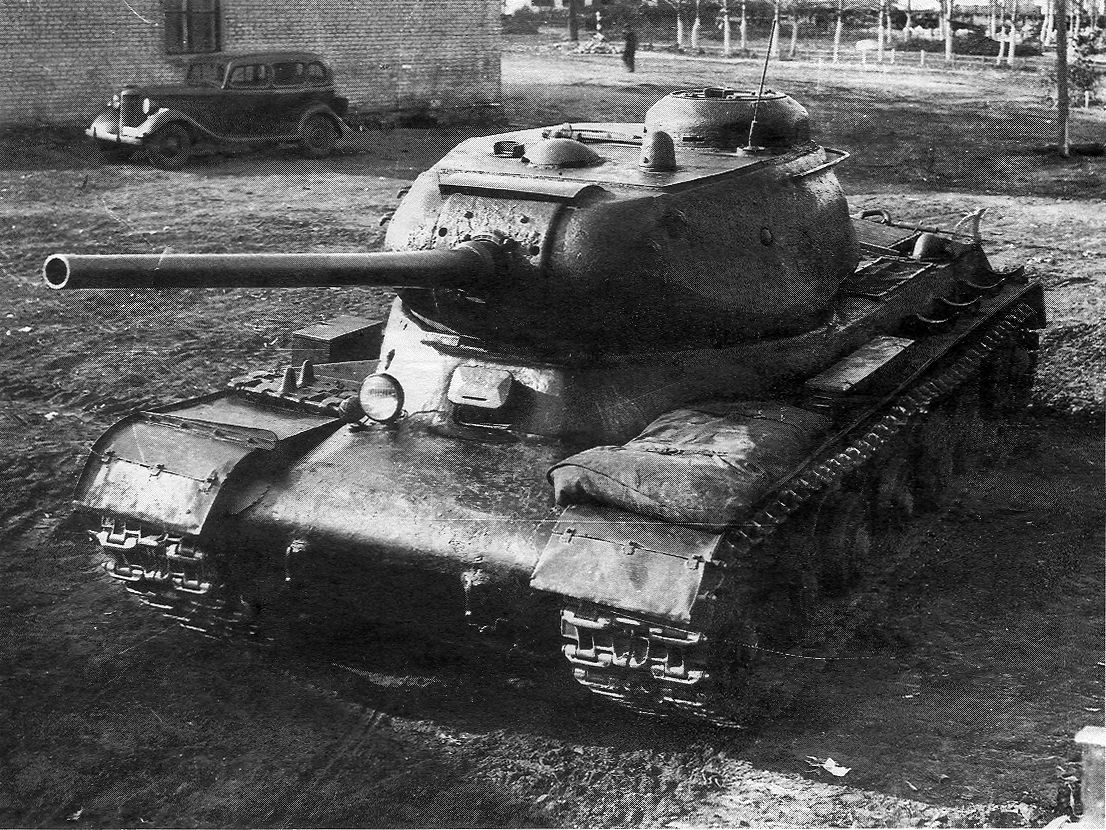
IS-85（IS-1 原型车）。

IS-1重型坦克是1943年庫斯克會戰後以KV-13中型戰車為基礎而開發而成的新型戰車。原型車稱為IS-85，正式量產定名為IS-1，總產量為107輛
值得注意的是，KV-85重型戰車與IS系列戰車並無关联，也不是後者的原型車；前者是因其底盤生產不及而將砲塔搭載於KV-1S重型戰車底盤上所衍生出的過渡版本。搭载由防空炮改进而来的D-5T坦克炮，85毫米55倍口径，发射5.35公斤的BR-365П穿甲弹时初速1050米，1000米距离垂直穿深115毫米。

### IS-2（240工程）

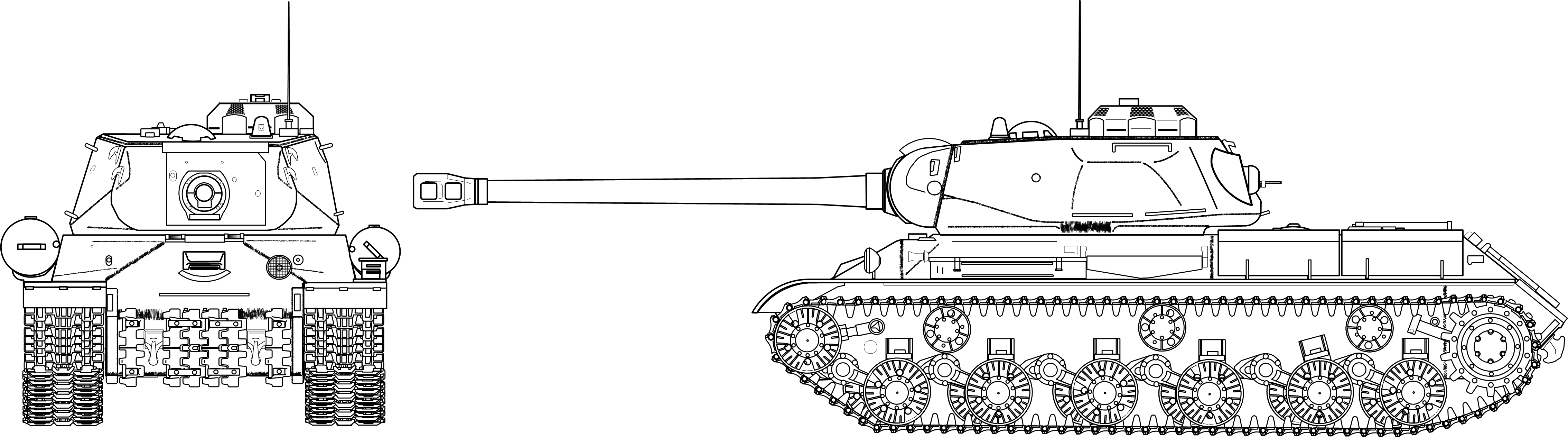
IS-2重型戰車的線條構圖。

即IS-122坦克，於1943年12月制成。为IS-1坦克的122毫米火炮搭载型，首次采用了二级行星传动装置。给它选定的火炮有两种：D-25T 122 毫米火炮和BS-3 100 毫米火炮（后来搭載於SU-100坦克歼击车和T-55坦克上）。儘管后者有着更高的穿透力，却因为是新型火炮产能不足未入选。搭载1931年A-19加农炮，122毫米46倍口径，可以发射曳光穿甲弹和杀伤爆破榴弹，发射25公斤的BR-471B穿甲弹时初速800米，1000米距离垂直穿深145毫米，1957年使用新弹种（BR472）的穿深为一千米185 毫米垂直钢板。它的缺点是分装弹药使得射速慢（一分钟2发），在反坦克时是个重大缺陷，反坦克能力和17磅炮类似，都能在600－700米的距离上击穿黑豹的首上。另外火炮的口径虽然提供了足供的榴弹杀伤力，在突破作战时有重要意义，但炮膛碩大的體積和狭小的车内空间卻共同造成載彈量不足的窘境，僅有區區28发。最终命名为IS-2进入生产。就構造上而言除了車頭駕駛艙處的裝甲造型略有不同外，基本上與IS-1相同。
早期的233工程和234工程也分别被称作IS-1和IS-2，但兩者实际上是以KV-13中型戰車為基底，分别安装76.2毫米F-34/ZIS-5JS主炮及121.9毫米 U-11火炮的版本。最终实际服役者為“237工程IS-85”與“240工程IS-122”；兩者於1944年春夏之际獲重新命名为IS-1和IS-2。

### IS-4（701工程）

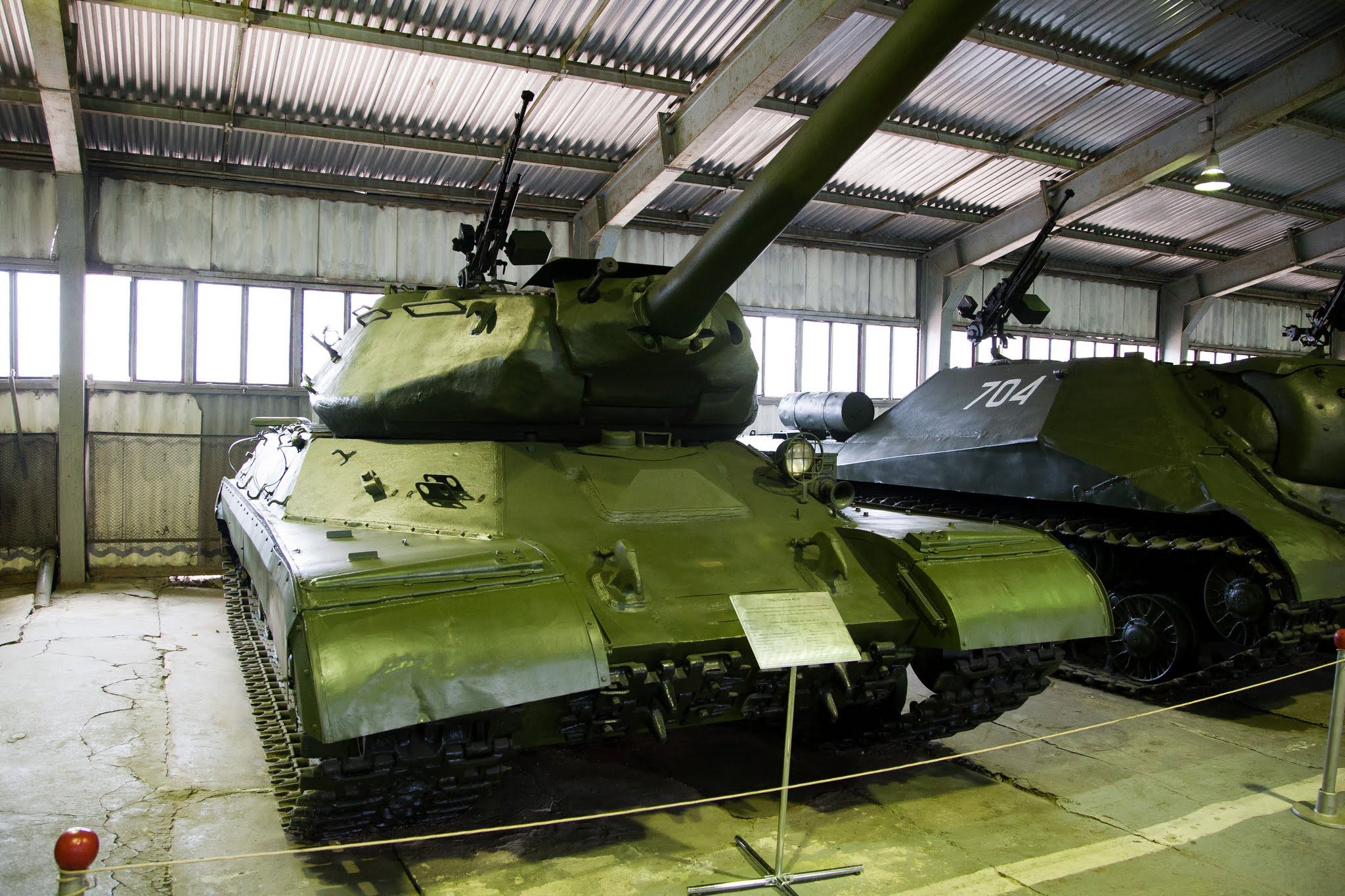
IS-4

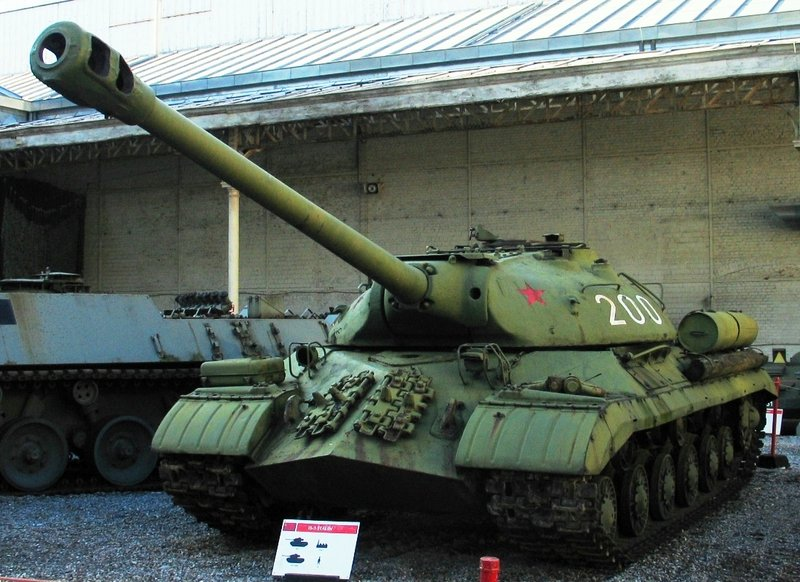
IS-3重型戰車。

1943年12月制成，第二次世界大戰期间蘇聯所制造的坦克中性能最為强大者，截止战争结束前共生产6辆试验车和2辆量产型，然而随着德军迅速溃败，該車的量產因而失去意义，生產作業遂遭暂停；战争结束后於1946年4月29日獲准重啟生产并列装。IS-4重型戰車重60吨，搭载122毫米46倍口径D-25T戰車炮，发射重達25公斤的BR-471B穿甲弹时初速可達800米，於一公里距离外的垂直穿深145毫米；1957年更用新弹种（BR472）後其一公里垂直穿深達到185 毫米。該車使用V-12柴油發動機，於每分鐘2100转时可輸出750马力；其首上装甲厚140毫米，傾斜61度，首下装甲厚160，傾斜40度，炮塔正面最大厚度250毫米，侧面装甲厚160毫米，傾斜30度

### IS-3（703工程）
1945年5月制成，设计时代的方案有244工程、245工程和248工程三种，搭载D-25T坦克炮，122毫米46倍口径，发射25公斤的BR-471B穿甲弹时初速800米，一公里距离垂直穿深145毫米，1957年使用新弹种的穿深为一公里185毫米垂直钢板。IS-3的裝甲布局別具特色；其正面首上装甲為以三块裝甲板焊接而成的楔形式裝甲，最上部的一块实际厚度只有不到40毫米，开有驾驶员出入舱；首上装甲厚達110毫米。並分別向左右傾斜72度；首下装甲厚90毫米，傾斜60度；炮塔最大厚度220毫米，侧面則由傾斜48度的60毫米裝甲板構成。IS-3的炮塔防护獲得极大加强，但是相對而言火力并不出色，所配備的122毫米D-25T主炮於五百公尺的距離上的穿透力僅有150毫米，一公里外的穿透力更只有130毫米，因此无法击穿德軍虎王戰車的首上裝甲，但後者卻能在一定的距离击穿IS-3的首上裝甲；而且它仍然保持着过分追求低矮車體進而俯角过小的蘇聯坦克的通病。IS-3后来暴露出諸多问题，如首上焊缝开裂、 发动机和傳動系统不可靠（样车阶段时发现行程855千米时百分之37的履带板有裂纹大修次数未明）等；其特殊的防弹外形設計也导致内部空间非常狭窄，而且在没有炮塔吊篮的情況下造成装填手站被迫在地板上不能随炮塔转动，乘员的操作相当吃力，容易疲劳而不利于连续作战。
動力方面搭载V-11-IS3柴油引擎，於每分鐘1850转时可輸出520匹马力，不過机械故障也不少。它在攻克柏林后的盟军胜利阅兵式上出现，震动了觀禮的西方人士。儘管如此，IS-3事實上从未参与任何实质性的二战战斗。IS-3于1946年停止生产，共生产了2311辆。

### IS-6（252/253工程）
库尔斯克会战後，蘇軍將數輛繳獲的象式驅逐戰車送往库宾卡试验场装甲车辆检验中心进行电气传动测试。設計師科京仔细研究了德軍戰車的構造，並且以德制电气传动系统作為開發新式重型戰車的基礎。早在战争其间他就使用库存的IS-1坦克底盘制作出电气传动的“IS－1E”样车。“253工程”的电气传动系统係以輸出功率385千瓦的DK－305A型发电机為基礎研制而成，样车命名为IS-6。然而該車卻於试车当天发生了嚴重爆炸，不僅車體报废，就連距爆炸處三十公尺外的倉庫也受到爆炸所產生的火焰與冲击波波及。事后調查发现車內尚未替电气传动系统安装冷却装置。

### IS-7(260工程)

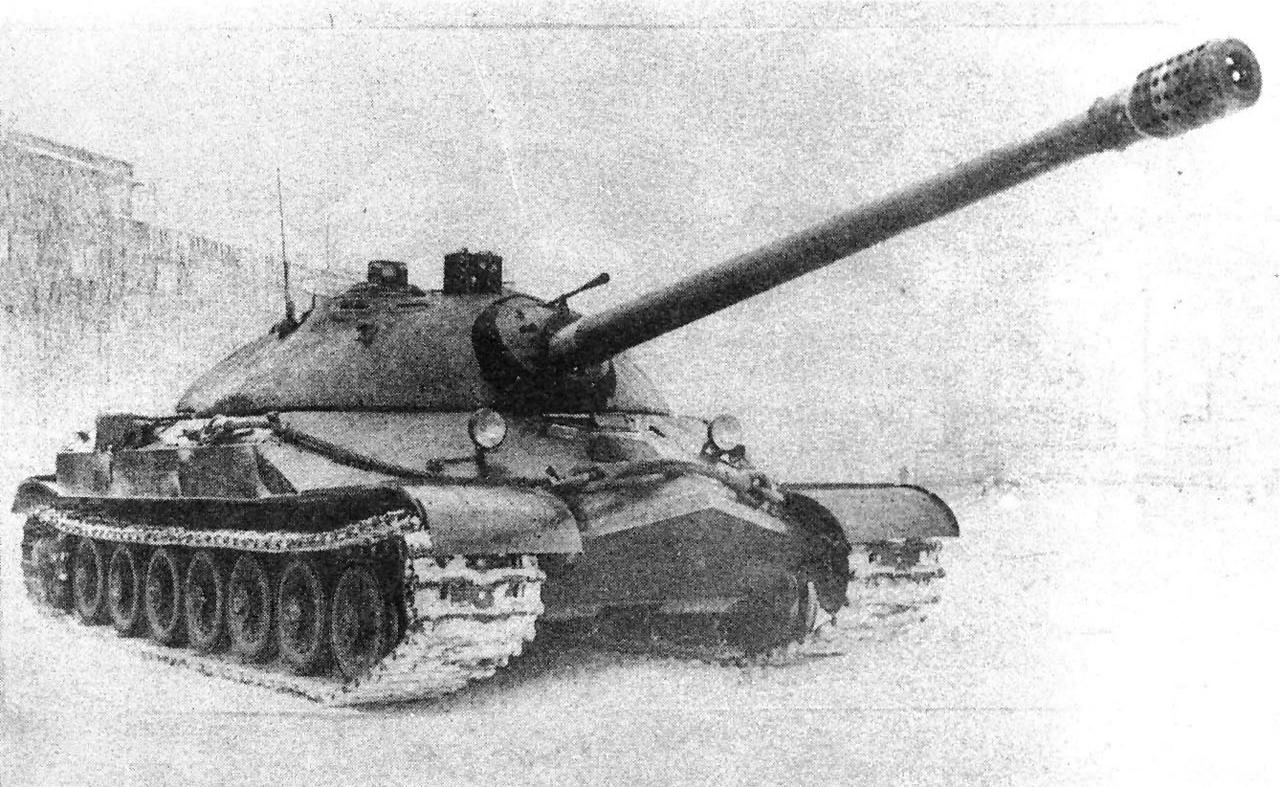
IS-7超重型戰車。

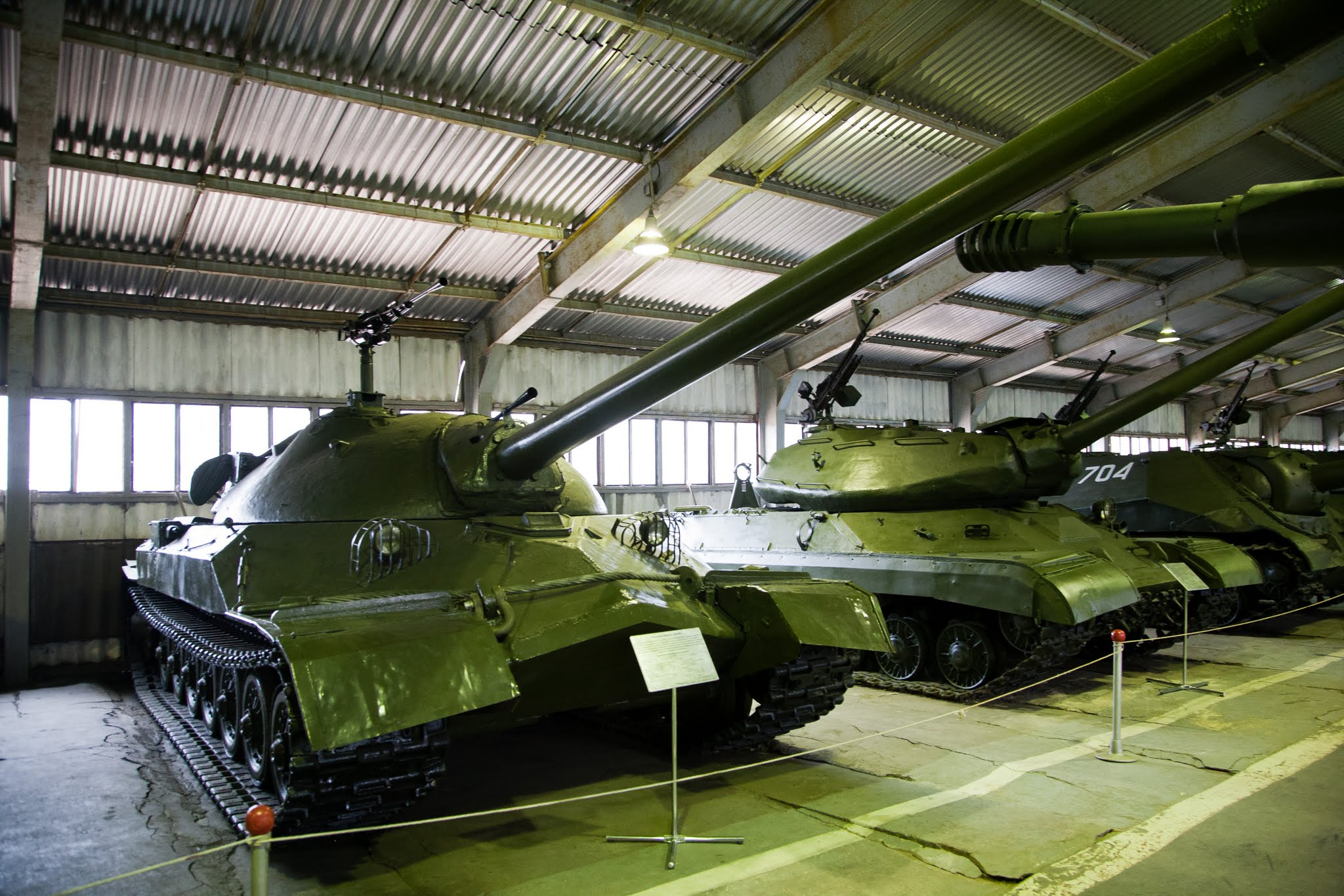
庫賓卡博物館中的IS-7

1945年末，苏联科京设计局就开始着手制定一项代号为“260工程”的重型坦克研制计划，重達68噸以上。总设计师虽然仍由科京担任，但实际的项目设计师则由IS-2主任设计师尼古拉·沙什穆林担任。1946年9月8日进行了成功的样车测试，搭载S-70型130毫米54倍口径坦克炮和半自动装填机（两名装填手从弹药架上分别取出弹头和药包安置在装弹机托架上，由机械完成装填），射擊速度約為每分钟6至8发，该火炮源自海军B-13舰炮，B-13炮曾经于1944年1月改装为S-26型反坦克炮搭载于ISU-130坦克歼击车，改装为S-70型坦克炮，发射33.4公斤的БР-482型穿甲弹时初速950米，1000米距离垂直穿深240毫米。12月25日第2号样车顺利通过45公里行驶测试，它拥有倾斜外形的车体和由怪异曲面组成的炮塔，另在炮塔上带有小型內控式机枪塔。1947年他对整体外形又进行了重新设计：大而扁平的新式炮塔和具有斜面的车体大大改善了它的避弹性能，車體長7.4公尺，由于设计单位陷入政治风波而被取消。

### IS-5/8/T-10（730工程）

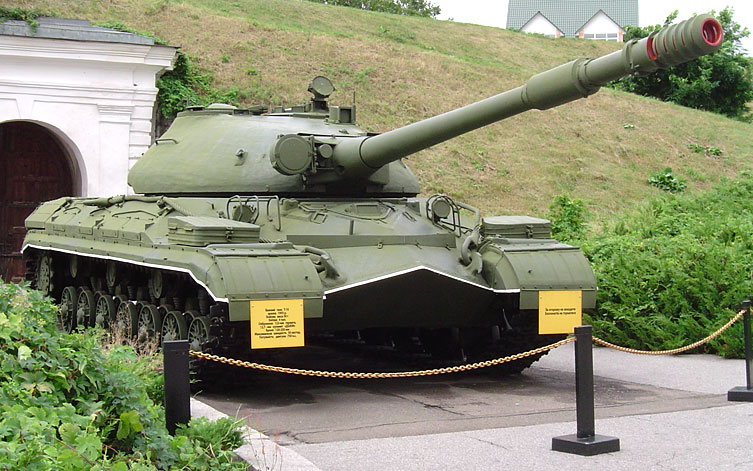
IS-8

IS-8坦克，发展计划称为730工程，苏联的末代重型坦克。该计划最初以IS-5为名進行开发作業，后經歷数次设计改动，更名为IS-8。在1953年斯大林死后为避免政治纠纷而改名为T-10坦克，代表其为苏联的第十代重型坦克，生产了三千辆。该坦克换装了新式M62-T2坦克炮，122毫米46倍口径，发射25公斤的BR-471B穿甲弹时初速800米，1000米距离垂直穿深145毫米，1957年使用新弹种（BR472）的穿深为一千米185 毫米垂直钢板。

## 使用历程
IS-2坦克參與了苏德战争。
IS-2坦克也被交给中国人民志愿军并参加了朝鲜战争。朝鲜于1960年代得到了两个团的IS-3坦克。
有两辆IS-3交给波兰，一辆提供给捷克。1956年匈牙利革命时它参与镇压并被击毁数辆。
一百多辆提供给埃及，但过时的设计和差劲的机动能力使得它在第三次中东战争中被以军击毁缴获72辆，虽然以军进行了诸如换用T-55的发动机等的改进，到第四次中东战争爆发时，以色列拥有的IS-3都用来埋在巴列夫防线里当作火力点(碉堡)使用而埃军剩下的一个团并未参战。有两个火力点反而在消耗战争中被埃军夺得。

## 使用国
中华人民共和国
- 中国人民解放军：1950-1951共交付60辆IS-2。这批坦克参加了朝鲜战争

 古巴
- 古巴革命武装力量：1960年交付41辆IS-2M。

 捷克斯洛伐克
- 捷克斯洛伐克军队：IS-2和IS-2M在1945-1960期间服役。IS-2和IS-2M。两辆IS-3交付于1949年用于试验和阅兵。

 埃及
- 埃及军队：100辆IS-3M从1956年使用至1967年。

 納粹德國
- 德意志国防军：1945年5月缴获一辆或两辆IS-2。

 匈牙利
- 匈牙利人民军：68辆IS-2在1950年-1956年间服役。在镇压匈牙利革命后都回到了苏联。

 以色列
- 以色列国防军：IS-3M。

- 朝鲜人民军：少量IS-2；从未在朝鲜战争战斗过。

 波蘭
- 波兰陆军：大约71辆IS-2在1944-1945年间战斗；并一直服役到1960年代

 羅馬尼亞
- 罗马尼亚陆军：至少缴获1辆IS-2（可能是在1944年6月）。

 南奥塞梯
- 南奥塞梯陆军：使用IS-2、IS-3和T-10至1995年。

 苏联
- 苏联红军：1944至1945都在使用。
- 苏联陆军：七十年代初期逐步淘汰。

 乌克兰
一架IS-3曾作為第二次世界大戰的紀念物被陳列在科斯蒂安尼夫卡附近的Aleksandro-Kalynove村莊的基座上，被諾沃羅西揚武裝部隊用於“2014年烏克蘭親俄衝突”。 烏克蘭軍隊於2014年7月7日將Kostiantynivka與IS-3一起收復。

## 外部連結
- Battlefield.ru: JS-1 and JS-2 Development history, Combat employment, Comparison to German tanks （页面存档备份，存于）, Stripping the JS-2 -top view（页面存档备份，存于）, Stripping the JS-2 -bottom view（页面存档备份，存于）, JS-3 History, Soviet Heavy Tanks Specification （页面存档备份，存于）, Last Heavy Tanks of the USSR （页面存档备份，存于） (JS-4 through JS-10, or T-10)
- OnWar: IS-1, IS-2, IS-3
- IS tanks （页面存档备份，存于）, in museums and monuments.
- IS-3 "test drive" (video) （页面存档备份，存于）
- AWACS Tank Guide: IS-7 - Beginner's Guides & Tutorials （页面存档备份，存于）